# Mohamed Kajole
Mohamed Kajole Machela (né au Tanganyika, aujourd'hui Tanzanie) est un joueur de football international tanzanien, qui évoluait au poste de défenseur.

## Biographie

### Carrière en sélection
Mohamed Kajole joue deux matchs en équipe de Tanzanie entre 1980 et 1981 (sans prise en compte des matchs amicaux).
Il participe avec l'équipe de Tanzanie à la Coupe d'Afrique des nations 1980 organisée au Nigeria.